# お任せ
お任せ（おまかせ）とは、料理人に注文を委託するという日本料理の用語である。
おまかせスタイルを注文したお客様は、メニューに無いような料理が提供される事を期待して注文を行う。一般的にはアラカルトで注文した料理より値段の高い料理が提供される。
近年、日本料理の浸透とともに、この用語も浸透した。

## 外国語のおまかせ
イタリア語でもカプリチョーザ（capricciosa）という注文が存在する。